# Grant Bramwell
Grant Bramwell (n. 28 ianuarie 1961, Gisborne, Gisborne District⁠(d), Noua Zeelandă) este un caiacist ce a reprezentat Noua Zeelandă, medaliat olimpic. A participat la două ediții ale Jocurilor Olimpice (1984, 1988) în care a câștigat o medalie de aur.